# نيسان مورانو
نيسان مورانو هي سيارة من عائلية متوسطة الحجم ذات الدفع الرباعي وتم إنتاج أول سيارة من هذا النوع في عام 2002، وقد تم بيعها في الولايات المتحدة وكندا في عام 2003 أما في أوروبا بيعت في أواخر عام 2004.

## الجيل الأول من 2002 إلي 2007
كان الجيل الأول من نيسان مورانو بمحرك اقتصادي بقوة 3.5 لتر يولد 290 حصان 350 نيوتن متر بست اسطوانات على شكل حرف """V""" وهذا المحرك يستخدم في العديد من سيارات نيسان موتورز فهو نفس المحرك المستخدم في سيارة نيسان ألتيما وكذلك يستخدم في سيارة نيسان ماكسيما و 350Z وكذلك تعتبر سيارة مورانو سيارة اقتصادية من ناحية الوقود فهي تستهلك الوقود بمسافة 18 ميلاً للغالون الواحد في المدينة و 23 ميلاً للقالون في الطريق السريع.

## نيسان مورانو 2012
أنتجت شركة نيسان سيارتها مورانو عام 2003 في البداية للسوق الأمريكية والكندية، حيث تم تصميمها في فرع نيسان الأمريكيّ في ولاية كاليفورنيا، وتعتبر مورانو أول سيارة تنتجها نيسان ضمن فئة السيارات متعددة الاستخدامات متوسطة الحجم (كروس اوفر) .
ويعتبر شكل نيسان مورانو الخارجي الجديد أحد أغرب التصاميم التي حظي بها هذا الطراز منذ إطلاقه، حيث يبدو وكأنه مستوحى من تصاميم المركبات الفضائية، كما يظهر في الشبك الأمامي الصغير المتداخل مع الأضواء التي تعمل بتقنية زينون، بالإضافة إلى الصادم الأمامي الذي يحتوي على أكثر من فتحة هواء إلى جانب أضواء الضباب.
وبالجانب تمتلك نيسان مورانو خطاً ممتداً من قوس العجلات الأمامية، إلى الأضواء الخلفية العصرية حديثة التصميم، وفي الخلف هنالك صادم كبير نسبيا، مزين بفتحتيّ عادم، وأضواء ضباب مع باب صندوق خلفي مميز، بالإضافة إلى إطارات معدنية قياس 20 انش.
مقصورة نيسان مورانو الداخلية تبدو أنيقة وفخمة، كما يظهر من خلال عجلة القيادة الجلدية متعددة الوظائف، والكونسول الوسطي بسيط التصميم سهل الاستخدام، فهو يحتوي على أزرار للتحكم بنظام التكييف، والنظام الصوتي والراديو ومشغل الأقراص، بالإضافة إلى شاشة عرض تساعد السائق على التعامل مع وظائف القيادة، حيث تعرض خرائط الملاحة ووظائف القيادة، والأنظمة المعلوماتية والترفيهية.
كما زُودت نيسان مورانو بمقاعد أمامية يمكن تعديلها إلكترونيا عن طريق الأزرار الجانبية، وبنظام صوتي من شركة BOSE ، يشتمل على 11 سماعة إلى جانب إمكانية توصيل أجهزة آيبود.

## وصلات خارجية
- تقرير نيسان مورانو